# Napaeus esbeltus
Napaeus esbeltus is een slakkensoort uit de familie van de Enidae. De wetenschappelijke naam van de soort is voor het eerst geldig gepubliceerd in 1995 door Ibanez & Alonso.